# Библиотека (Псевдо-Аполлодор)
«Библиотека» (др.-греч. Βιβλιοθήκη), также известная как «„Мифологическая библиотека“ Псевдо-Аполлодора», — сборник древнегреческих мифов и героических легенд, собранных в три книги, обычно датируемые I или II веком нашей эры.
Авторство сборника традиционно приписывалось Аполлодору Афинскому, но ныне оно считается ложным, и поэтому к имени предполагаемого автора был добавлен префикс «псевдо-»: Псевдо-Аполлодор. «Библиотека» считается одним из самых ценных мифографических произведений, дошедшим до нынешнего времени из глубокой древности.
Краткие и изложенные без прикрас мифы в «Библиотеке» позволили некоторым исследователям сделать предположение, что даже её полные разделы являются эпитомами утраченной работы.

## Псевдо-Аполлодор
На некоторых сохранившихся рукописях в качестве автора указан некий «Аполлодор» (Diller 1983). Этот Аполлодор был ошибочно отождествлён с Аполлодором Афинским (родился около 180 г. до н. э.), учеником Аристарха Самофракийского, из-за того, что известно (из упоминаний в малой схолии о Гомере), что Аполлодор Афинский действительно оставил после себя подобный всеобъемлющий труд по мифологии в форме стихотворной хроники. Однако сохранившийся до наших дней текст «Библиотеки» цитирует римского автора I века до н. э., Кастора Родосского, современника Цицерона. Ошибочная атрибуция была сделана учёными после упоминания константинопольским патриархом Фотием I этого имени, хотя он не называл его афинянином, а это имя было достаточно употребимым в то время. Поскольку по хронологическим причинам Аполлодор Афинский не мог написать эту книгу, автор «Библиотеки» условно именуется для большей корректности «псевдо-Аполлодором».
Одним из многочисленных источников для Псевдо-Аполлодора послужили «Трагодумены» IV века до н. э., авторства Асклепиада Трагильского, первый известный греческий мифографический сборник.

## Рукописи
Первое упоминание Фотия I о работе относится к IX веку. «Библиотека» была почти утрачена в XIII веке, сохранившись в одной ныне неполной рукописи, которая была скопирована для кардинала Виссариона Никейского в XV веке; другие сохранившиеся рукописи происходят от этой копии.
Хотя «Библиотека» не была разделена на рукописи, она условно делится на три книги. Часть третьей книги, которая резко обрывается на рассказе о Тесее, была утеряна. Фотий имел перед собой полное собрание сочинений Псевдо-Аполлодора, поскольку он упоминает в своем «отчёте о прочитанных книгах», что в нём содержатся рассказы о героях Троянской войны и «возвращениях», отсутствующие в сохранившихся рукописях. Британский культуролог Джеймс Джордж Фрэзер опубликовал эпитому книги, объединив два рукописных изложения текста, которые включали потерянную часть.

## Издания
Первое печатное издание «Библиотеки» было опубликовано в Риме в 1555 году под редакцией Бенедетто Эгио (Benedictus Aegius) из Сполето, который разделил текст на три книги, но сделал много необоснованных исправлений в очень искажённом тексте. Иероним Коммелин опубликовал улучшенный текст в Гейдельберге в 1559 году. Первым текстом, основанным на сравнении рукописей, был текст Христиана Готлиба Гейне, изданный в Гёттингене в 1782—1883 годах.
На русском языке «Библиотека» Псевдо-Аполлодора издавалась несколько раз:
- Аполлодора грамматика афинейского, Библиотеки, или О богах / Пер. А. Баркова, с предисл. Ф. Прокоповича. — М., 1725.
- Аполлодора Афинейского баснословие, или Библиотека о богах, книга I и II / Пер. В. С. Подшивалова. — М., 1787. — 143 с.
- Аполлодор. Мифологическая библиотека / Пер., ст. и прим. В. Г. Боруховича. Отв. ред. Я. М. Боровский. — Л.: Наука, 1972. — 216 с. — (Литературные памятники). — 50000 экз. доступный текст
- Аполлодор. Мифологическая библиотека / Пер., предисл. и комм. А. Шапошникова. — М.: Эксмо, 2006. — 413 с. — (Антология мудрости). — ISBN 5-699-18359-0.